# Жауров Микола Єгорович
Жауров Микола Єгорович — Герой України, машиніст гірничих виїмкових машин орендного підприємства «Шахта імені О. Ф. Засядька».
За багаторічну самовіддану шахтарську працю, досягнення високих показників у видобутку вугілля надано звання Героя України із врученням ордена Держави (2007). За вагомий особистий внесок у розвиток вугільної промисловості, високу професійну майстерність надано почесне звання «Заслужений шахтар України» (1997). Народився 17 грудня 1951 р. в шахтарському краї – Донецьку. Мабуть, сама доля тоді визначила подальше майбутнє Миколи Єгоровича. Мати, Євдокія Іванівна, виховала вісьмох дітей, з яких Микола Єгорович був наймолодшим. Батько, Єгор Миколайович, працював залізничником.
У 1969 р., отримавши атестат про загальнообов’язкову середню освіту, працював токарем Донецького заводу точного машинобудування. У період 1970–1972 рр. виконував обов’язок перед державою у лавах Збройних Сил СРСР. Служба в армії ще більше загартувала характер, допомогла розставити життєві пріоритети, тож додому Микола Єгорович повернувся сформованою особистістю зі сталевим характером і чіткими планами на майбутнє. Тоді ж обрав шлях, яким крокує усе своє життя: з 1972 р. почав працювати на шахті ім. О.Ф. Засядька. Завзяття й натхнення, з яким віддавався новій справі, неодноразово відзначалися керівництвом. З 1992 р. стає бригадиром прохідної бригади. Шахта ім. О.Ф. Засядька небезпечна за газом, пилом, раптовими викидами вугілля та суфлярними виділеннями метану. До 2000 р. колектив Миколи Єгоровича працював на глибині понад 1000 м. 
Талант організатора шахтного виробництва допомагає керівнику бригади тримати під контролем ситуацію навіть у надзвичайно складних гірничо-геологічних умовах. Так, у 2000–2001 рр., під час проходження однієї з виробок, доводилося вибирати палаюче вугілля, гасити його і тільки потім продовжувати роботу. В результаті чергову лаву було запущено з дотриманням вказаних термінів. На сьогодні Микола Єгорович – авторитетний керівник, який дбає не лише про результат своєї роботи, а й про безпеку підлеглих. Під час буріння застосовується метод гідрорихлення – закачування у вибої води під тиском для виведення небезпечного газу. Тому Миколі Єгоровичу під силу найскладніші маршрути. Завзяття в роботі додає поділ бригади на ланки, які між собою змагаються за право називатися найкращими. Микола Єгорович, окрім основного покликання, тримає руку на пульсі політичних подій України. Є депутатом Донецької районної ради. Особливої уваги заслуговує коло рідних людей шанованого шахтаря. З майбутньою дружиною Лідією познайомився на роботі. Вона багато років пропрацювала на шахті ім. О.Ф. Засядька, нині перебуває на заслуженому відпочинку. Подружжя має двох дітей, доньку Ольгу та сина Дениса. Вони продовжили справу, розпочату батьками, теж обравши шахтарські професії.

## Нагороди
2 липня 2007 Президент України Віктор Ющенко підписав указ про надання Миколі Жауровові звання «Герой України» з нагородженням ордена Держави.